# Halectinosoma uniarticulatum
Halectinosoma uniarticulatum är en kräftdjursart som beskrevs av Borutsky 1972. Halectinosoma uniarticulatum ingår i släktet Halectinosoma och familjen Ectinosomatidae. Inga underarter finns listade i Catalogue of Life.